# Августин (Лодзята)
Августи́н Лодзя́та гербу Вадвич (у світі Олекса́ндр Лодзя́та, пол. Augustyn Aleksander Łodziata herbu Wadwicz; 1655 — червень 1691, Жидичин) — єпископ Руської унійної церкви; єпископ-коад'ютор (1685—1687), а з 1687 року єпископ Холмський і Белзький.

## Життєпис
Олександр Лодзята здобув освіту в Грецькій колегії св. Атанасія у Римі, де навчався впродовж 1676–1683 років. Здобув докторат з філософії та богослов'я. 31 липня 1685 отримав номінацію на єпископа-коад'ютора Холмської єпархії. В вересні того ж року був висвячений митрополитом Кипріяном Жоховським на єпископа-коад'ютора при Холмському єпископу Якову Суші, а після його смерті 4 вересня 1687 року призначений повноцінним єпископом Холмським і Белзьким.